# Томська духовна семінарія
Томська православна духовна семінарія — вищий спеціальний навчальний заклад Відомства православного сповідання Російської імперії, що готує священнослужителів, регентів церковних хорів і псаломщиків.

## Історія
Відкрита 21 вересня 1858 року стараннями єпископа Парфенія Попова. Спочатку вона не мала свого приміщення і розташовувалася в архієрейському будинку, але турботами Макарія Невського в 1899 році вона переїхала в спеціально побудовану для неї в 1896-1899 роках на Нікітській вулиці будівлю.
Відкритий 3 жовтня 1899 року семінарський комплекс став окрасою Томська, включав в себе храм Святителя Інокентія Іркутського (освячений в 1900 році), гуртожиток, навчальні класи, лікарню, їдальню, лазню, електростанцію, гімнастичний зал, кегельбан, спортивний майданчик для ігор в м'яч, взимку заливалася ковзанка; працювали місцева система опалення, водогін. Неподалік річки Ігуменки (нині зарита) був влаштований сад. У 1910 році в саду була влаштована пасіка, при якій в літню пору проводилися заняття по бджільництву для вчителів сільських шкіл.
У березні 1920 року Томська духовна семінарія закрита більшовиками. Був втрачений семінарський сад, річку Ігуменку засипали.

## Ректори
- Веніамін Благонравов (22 квітня 1858 — 23 серпня 1861)

- Моїсей Рибальський (1861—1876)

- Варфоломій Медведєв (1878—1881)

- Акакій Заклинський (25 березня 1882—1884) і. о.

- Акакій Заклинський (1884—1891)

- Никанор Надєждін (1891—1897)

- Григорій Яцковский (1897—1901)

- Інокентій Кремінський (1901—1903)

- Іоанн Панормов, протоієрей (1903—1906)

- Мелетій Заборовський (1906—1908)

- Євтимій Лапін (15 січня 1909—1912)

- Алексій Курочкін, протоієрей (1912—1920)

- Борис Пивоваров, протоієрей (16 червня 1995 — 16 лютого 1999)

- Ростислав Дев'ятов (з 16 лютого 1999)